# Jodi Balfour
Jodi Balfour (nacida el 29 de octubre de 1987) es una actriz de cine y televisión sudafricana, conocida por su papel de Gladys Witham en la serie dramática de televisión canadiense Bomb Girls. Ganó un premio Canadian Screen a la mejor actriz principal en una película o miniserie de televisión en la tercera edición de los Canadian Screen Awards en 2015 por su actuación en la película televisiva Bomb Girls: Facing the Enemy. Desde 2019, protagoniza la serie de drama espacial de Apple TV +, For All Mankind.

## Carrera
Originaria de Ciudad del Cabo, Sudáfrica, fue copresentadora de la serie de televisión juvenil sudafricana Bling a principios de la década de 2000. Más tarde estudió teatro en la Universidad de Ciudad del Cabo y compitió en el certamen Miss Sudáfrica 2008. Desde su graduación en 2009, ha trabajado como actriz principalmente en producciones cinematográficas y televisivas británicas y canadienses. Reside en Vancouver, Columbia Británica, donde además de actuar es copropietaria de una cafetería en el barrio de Gastown de la ciudad En febrero de 2015, fue elegida para la serie Quarry de Cinemax.

## Vida personal
El 30 de junio de 2021, anunció en Instagram que se identifica como queer, afirmando que le pareció liberador "finalmente abrazar y explorar [su] queer". El 24 de octubre de 2021, se anunció en la misma red social que ella y Abbi Jacobson mantienen una relación sentimental durante un año.

## Filmografía

### Películas
| Año  | Título               | Rol                | Notas        |
| ---- | -------------------- | ------------------ | ------------ |
| 2011 | Vampire              | Michaela           |              |
| 2011 | Final Destination 5  | Mujer              |              |
| 2013 | A Ghost Within       | Hanna / Abby       | Cortometraje |
| 2013 | The Husband          | Claire             |              |
| 2013 | Afterparty           | Karen              |              |
| 2013 | Waterloo             | Molly Mckenzie     | Cortometraje |
| 2014 | Valentines Day       | Molly              | Cortometraje |
| 2015 | Unearthing           | Fisher Hart        |              |
| 2015 | Eadweard             | Mary               |              |
| 2015 | Almost Anything      | Beans              |              |
| 2019 | The Rest of Us       | Rachel             |              |
| 2023 | Freud's Last Session | Dorothy Burlingham |              |

### Televisión
| Año           | Título                                      | Rol               | Notas                            |
| ------------- | ------------------------------------------- | ----------------- | -------------------------------- |
| 2009          | The Philanthropist                          | Conserje          | Episodio: "San Diego"            |
| 2010          | Kongo                                       | Johanna Wenz      | Película para televisión         |
| 2010          | Tower Prep                                  | Emily Wright      | 2 episodios                      |
| 2011          | Sinking of the Laconia                      | Sarah Fullwood    | Miniserie de televisión          |
| 2011          | R. L. Stine's The Haunting Hour: The Series | Priscilla         | Episodio: "Nightmare Inn"        |
| 2011          | Supernatural                                | Melissa           | Episodio: "Like a Virgin"        |
| 2011          | V                                           | V Saludadora      | Episodio: "Uneasy Lies the Head" |
| 2011          | Sanctuary                                   | Terry             | Episodio: "Icebreaker"           |
| 2012–13       | Primeval: New World                         | Samantha Sedaris  | 3 episodios                      |
| 2012–13       | Bomb Girls                                  | Gladys Witham     | Protagonista                     |
| 2014          | Best Laid Plans                             | Lindsay Dewar     | Miniserie de televisión          |
| 2014          | Bomb Girls: Facing the Enemy                | Gladys Witham     | Película para televisión         |
| 2016          | Quarry                                      | Joni Conway       | Protagonista                     |
| 2017          | Rellik                                      | DI Elaine Shepard | Protagonista                     |
| 2017          | The Crown                                   | Jackie Kennedy    | Episodio: "Dear Mrs. Kennedy"    |
| 2019          | True Detective                              | Lori              | 3 episodios                      |
| 2019–presente | For All Mankind                             | Ellen Waverly     | Main role                        |
| 2023          | Ted Lasso                                   | Jack Danvers      | Tercera temporada                |

## Premios y nominaciones
| Año  | Premiación                        | Categoría | Nominación                         | Resultado |
| ---- | --------------------------------- | --- | ---------------------------------- | --------- |
| 2013 | Premios Leo                       | Mejor interpretación principal de una mujer en una serie dramática                                                                                         | Bomb Girls                         | Nominada  |
| 2014 | Festival de cineastas canadienses | Mejor conjunto (compartido con Graham Coffeng, Ali Liebert, Nicholas Carella, Peter Benson, David Milchard, Erica Carroll, Christina Sicoli y Emma Lahana) | Después de la fiesta               | Ganadora  |
| 2015 | Premios de la pantalla canadiense | Mejor actuación de una actriz en un papel principal en un programa dramático o miniserie                                                                   | Bomb Girls: Enfrentando al enemigo | Ganadora  |